# プロングホーン
プロングホーン（叉角羚羊、英: pronghorn、学名: Antilocapra americana）は、哺乳綱鯨偶蹄目プロングホーン科プロングホーン属に分類される偶蹄目。現生群では、本種のみでプロングホーン科、プロングホーン属を形成する。別名エダツノレイヨウ（枝角羚羊）。

## 分布
アメリカ合衆国西部、カナダ南西部（アルバータ州、サスカチュワン州）、メキシコ北部（ソノラ州、バハカリフォルニア州）

## 形態
体長100-150 cm。肩高60-100 cm。体重36-60 kg。背面は褐色から淡褐色の毛が生える。顎、耳、頚部から腹部、大腿部、臀部には白い毛が生える。
オスは角を持つが、メスの角はないか、あっても小さい。角はシカ科の構成種の様に二股に枝分かれし年に1回生え変わるが、骨質の角ではなく骨の基部の上にウシ科のような角質の鞘でできた角が生える。英名のPronghornは「枝角」の意。

## 亜種
- Antilocapra americana americana　(Old, 1815)　アメリカプロングホーン
- Antilocapra americana mexicana　Merriam, 1901　メキシコプロングホーン
- Antilocapra americana peninsularis　Nelson, 1912　カリフォルニアプロングホーン
- Antilocapra americana sonoriensis　Goldman, 1945　ソノラプロングホーン

## 生態
草原や半砂漠地帯に生息する。夏季になるとオスを中心とした10-30頭の小規模な群れを形成するが、冬季は大規模な群れを形成する。オスは縄張りを持つ。走るのが速く最高時速は88kmに達し、さらに時速70km以上の速度を維持しつつ長距離を走ることができるとされ、長距離走においてはチーター以上の速さを誇る動物とされている。北アメリカには、チーターとの収斂進化を遂げたピューマに近縁なアメリカチーター属 (Miracinonyx) が生息していたことが判明しており、プロングホーンの足の速さはアメリカチーター属から逃げる為に発達したものだという説もある。（2019年5月24日放送の『チコちゃんに叱られる!』では、世界に2番目に速い動物としてプロングホーンが取り上げられ、この捕食者から逃げ切れるように脚力が発達した説が紹介された。）
食性は草食性で草を食べる。
繁殖形態は胎生で、1回に1-2匹の幼体を出産する。
危険を感じた時には、お尻の白い毛を逆立てて太陽光の反射により目立たせ、仲間に伝える。この白い毛は尾鏡と呼ばれ、ニホンジカにも見られる。
天敵にはコヨーテがいる。特に幼獣が犠牲になりやすい。

## 人間との関係
18世紀までは、およそ3,500万-5,000万頭が生息していたと推測されるが、19世紀以降、人間の開発による生息地の破壊や、狩猟の対象とされたことが原因で、生息数が1万頭前後まで激減しアメリカ合衆国東部では絶滅した。現在は45万頭前後まで回復したとされるが、亜種によっては未だ絶滅の危機に瀕している。この点は、同じ地域に生息していたアメリカバイソンについても同様のことが言える。

## 画像

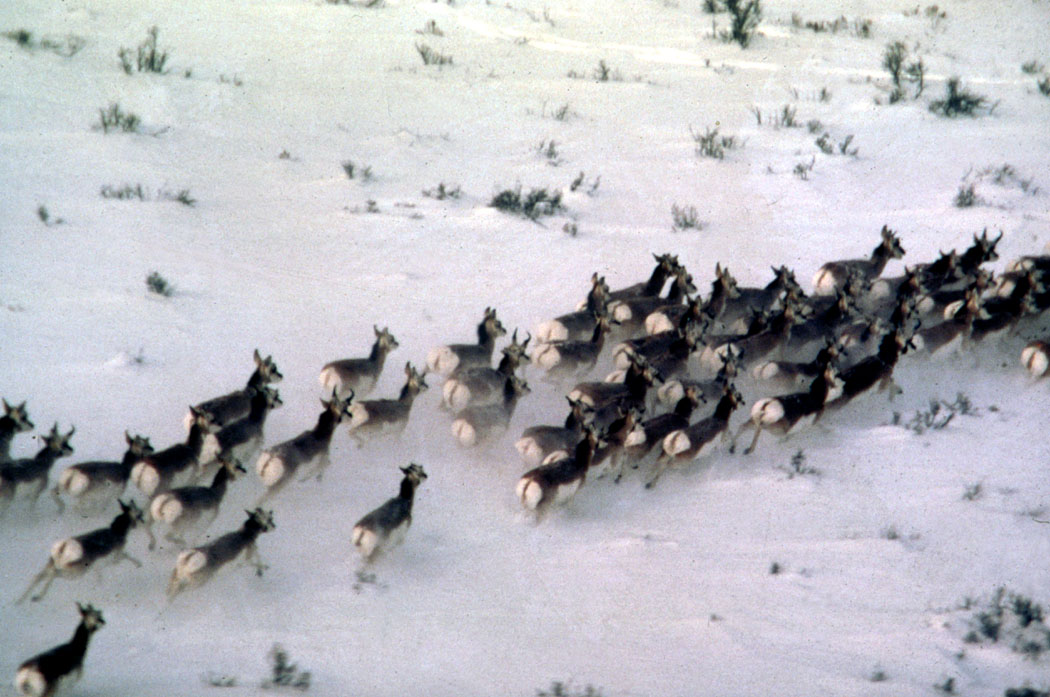
冬季に群れを作る本種
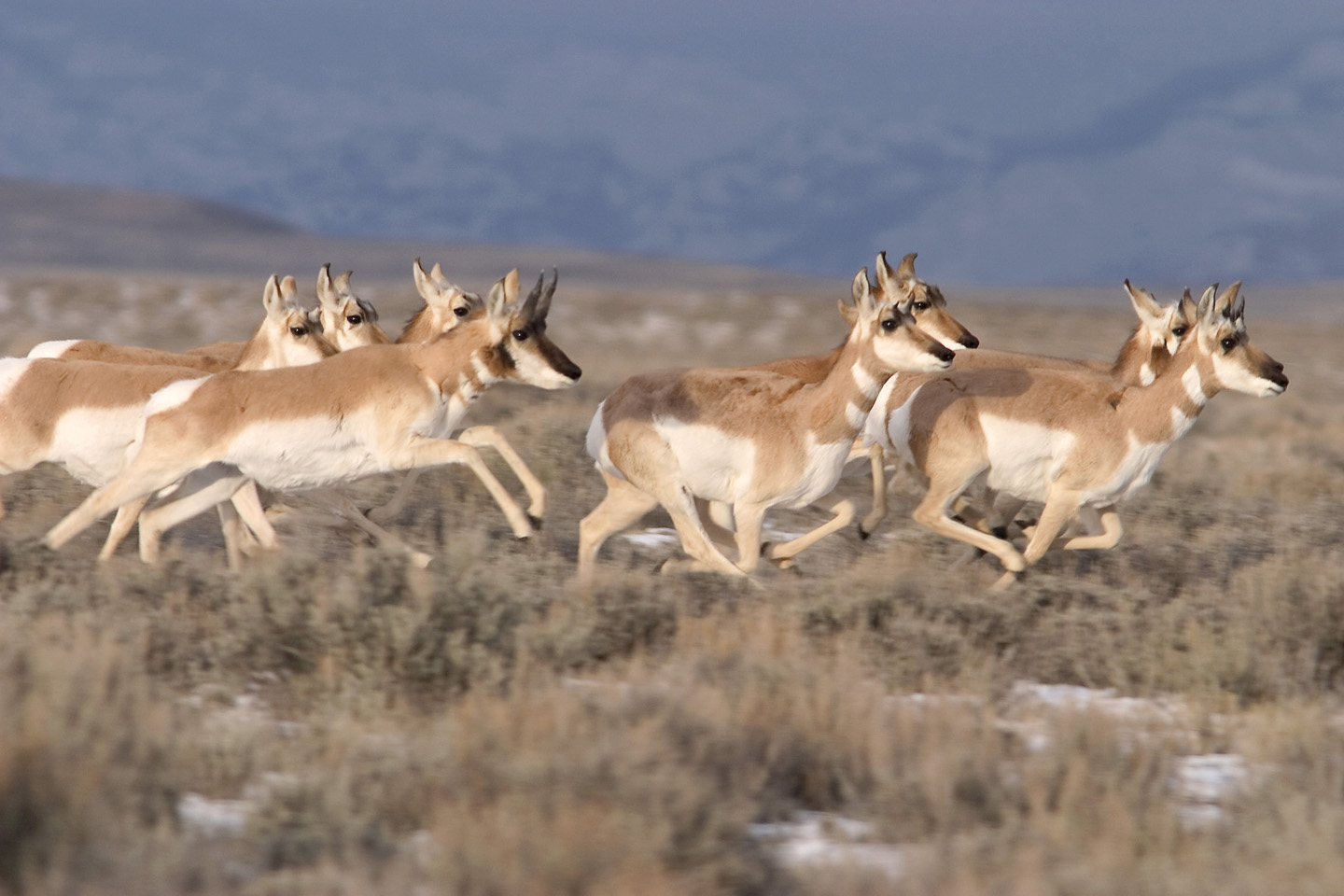
プロングホーンの走行
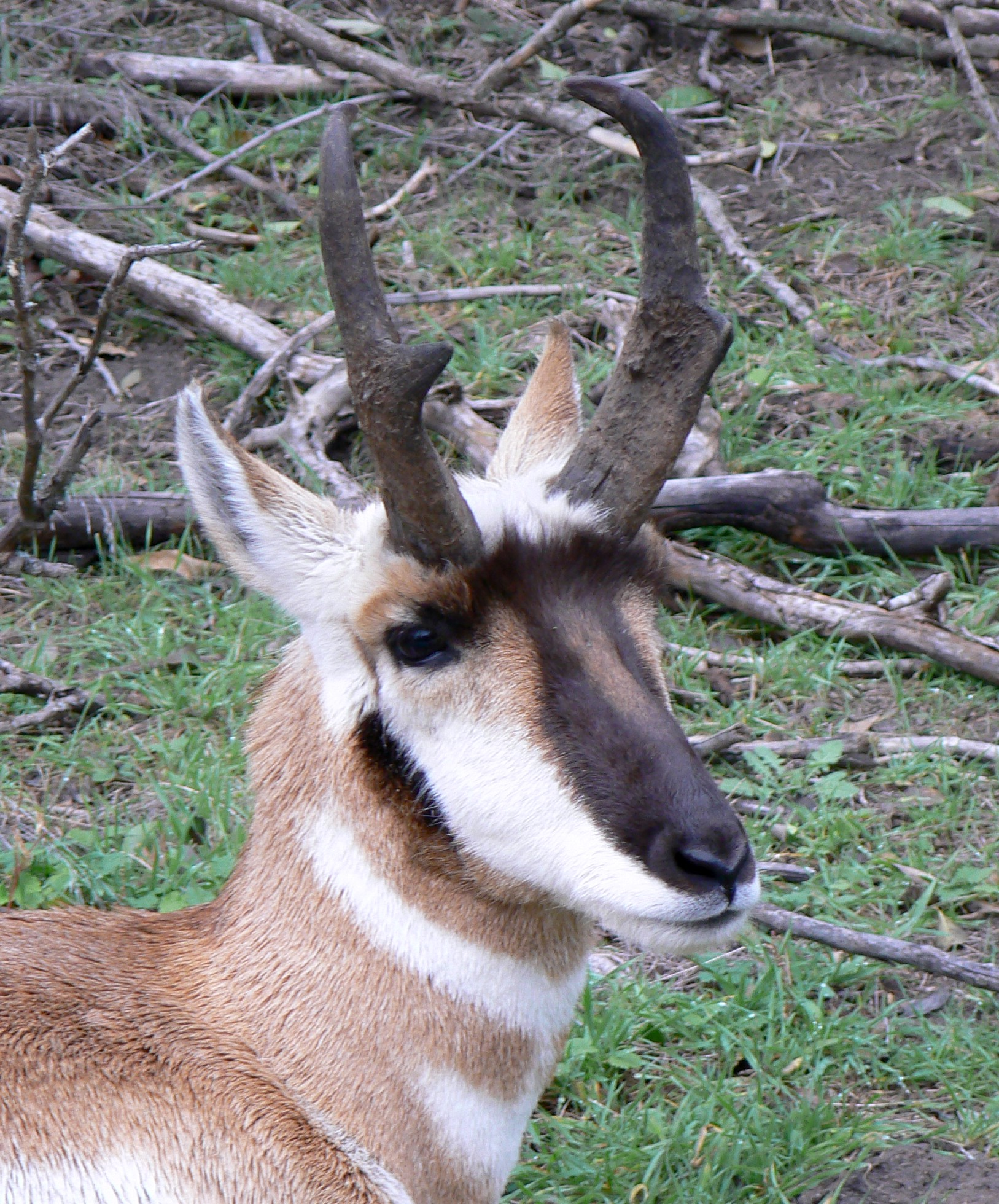
頭部と角